# Francisco Villacorta Baños
Francisco Villacorta Baños es un historiador español, investigador del CSIC.
Es autor de obras como El Ateneo de Madrid, círculo de convivencia intelectual (1883-1913) (1978), Burguesía y cultura: los intelectuales españoles en la sociedad liberal, 1808-1931 (1980), El Ateneo de Madrid (1885-1912) (1985), prologado por Manuel Espadas Burgos, Profesionales y burócratas: estado y poder corporativo en la España del siglo XX, 1890-1923 (1989), Culturas y mentalidades en el siglo XIX (1993), o La regeneración técnica. La Junta de Pensiones de Ingenieros y Obreros en el Extranjero (1910-1936) (2012), entre otras.